# Open Sud de France 2015
L'Open Sud de France 2015 è stato un torneo di tennis giocato su campi in cemento al coperto. È stata la 28ª edizione dell'evento conosciuto prima come Grand Prix de Tennis de Lyon e successivamente come Open Sud de France, ed appartiene alla serie ATP World Tour 250 series nell'ambito dell'ATP World Tour 2015. Gli incontri si sono giocati nella Park&Suites Arena, a Montpellier, in Francia, dal 2 all'8 febbraio 2015.

## Partecipanti

### Teste di serie
| Nazionalità | Giocatore             | Ranking* | Testa di serie |
| ----------- | --------------------- | -------- | -------------- |
| Francia     | Gaël Monfils          | 19       | 1              |
| Francia     | Gilles Simon          | 20       | 2              |
| Germania    | Philipp Kohlschreiber | 24       | 3              |
| Francia     | Richard Gasquet       | 28       | 4              |
| Polonia     | Jerzy Janowicz        | 44       | 5              |
| Uzbekistan  | Denis Istomin         | 50       | 6              |
| Portogallo  | João Sousa            | 55       | 7              |
| Germania    | Jan-Lennard Struff    | 57       | 8              |

* Ranking al 19 gennaio 2014.

### Altri partecipanti
I seguenti giocatori hanno ricevuto una wildcard per il tabellone principale:
- Laurent Lokoli
- Vincent Millot
- Lucas Pouille

I seguenti giocatori sono passati dalle qualificazioni:

- Nikoloz Basilašvili
- Tarō Daniel
- Steve Darcis
- Jürgen Zopp

## Punti e montepremi
| Torneo    | Torneo              | V      | F      | SF     | QF     | 2T    | 1T    | Q  | Q3  | Q2  | Q1 |
| Singolare | Punti               | 250    | 150    | 90     | 45     | 20    | 0     | 12 | 6   | 0   | 0  |
| Singolare | Premi in denaro ($) | 80.000 | 42.100 | 22.800 | 12.990 | 7.655 | 4.535 | –  | 730 | 350 | 0  |
| Doppio    | Punti               | 250    | 150    | 90     | 45     | 0     | –     | –  | –   | –   | –  |
| Doppio    | Premi in denaro ($) | 24.280 | 12.760 | 6.920  | 3.960  | 2.320 | –     | –  | –   | –   | –  |

## Campioni

### Singolare
Richard Gasquet ha sconfitto in finale  Jerzy Janowicz che si è ritirato sul punteggio di 3-0.
- È l'undicesimo titolo in carriera per Gasquet.

### Doppio
Marcus Daniell /  Artem Sitak hanno sconfitto in finale  Dominic Inglot /  Florin Mergea per 3-6, 6-4, [16-14].